# Земмерингская железная дорога
Железная дорога Земмеринг — первая в мире горная железная дорога. Наиболее старый участок длиной 42 км, построенный в 1848—1854 годах, проходит через Земмерингский перевал между Мюрццушлагом и Глоггницем в высокогорной местности. Учитывая весьма сложный рельеф и значительные перепады высоты, является одним из выдающихся достижений гражданской инженерии XIX века. Дорога по-прежнему является полностью функционирующей частью австрийской Южной железной дороги.

## История
Железная дорога Земмеринг была построена между 1848 и 1854 годом. В строительстве принимало участие примерно 20 тыс. человек. Проект был создан архитектором Карлом фон Гега. Дорога проложена на высоте 985 метров над уровнем моря, а в связи со сложностью рельефа на этом участке пришлось прорубить 14 туннелей, построить 16 виадуков, причём некоторые из них — в два этажа, а также свыше ста каменных мостов и 11 небольших железных мостов. Станции дороги и административные сооружения частично были построены из отходов породы, полученных в ходе прокладки туннелей.
Всего на протяжении дороги перепад высот составляет 460 метров, а на 60 % протяжённости крутизна составляет 20—25 ‰, что эквивалентно подъёму в 1 метр на 40 метров пути. Такие условия осложнили технические аспекты строительства, в связи с чем понадобились новые инструменты и техника для эксплуатации. Специально для этой дороги была разработана новая конструкция локомотивов, так как стандартная техника и по сей день не может справиться с экстремальными величинами подъёмов и радиусов поворотов.
Железная дорога проходит через очень живописный горный район. И даже во время строительства основной концепцией проекта было создать «пейзаж в саду», то есть архитектор пытался добиться гармоничного сочетания техники и природы. Красоты окружающей дорогу природы обусловили развитие вдоль неё инфраструктуры для отдыха. В настоящее время Земмеринг является популярным горнолыжным и бальнеологическим курортом; также район известен как место проведения соревнований Кубка мира по горным лыжам.
Земмерингская железная дорога в 1998 году была объявлена объектом всемирного наследия ЮНЕСКО за номером 785.

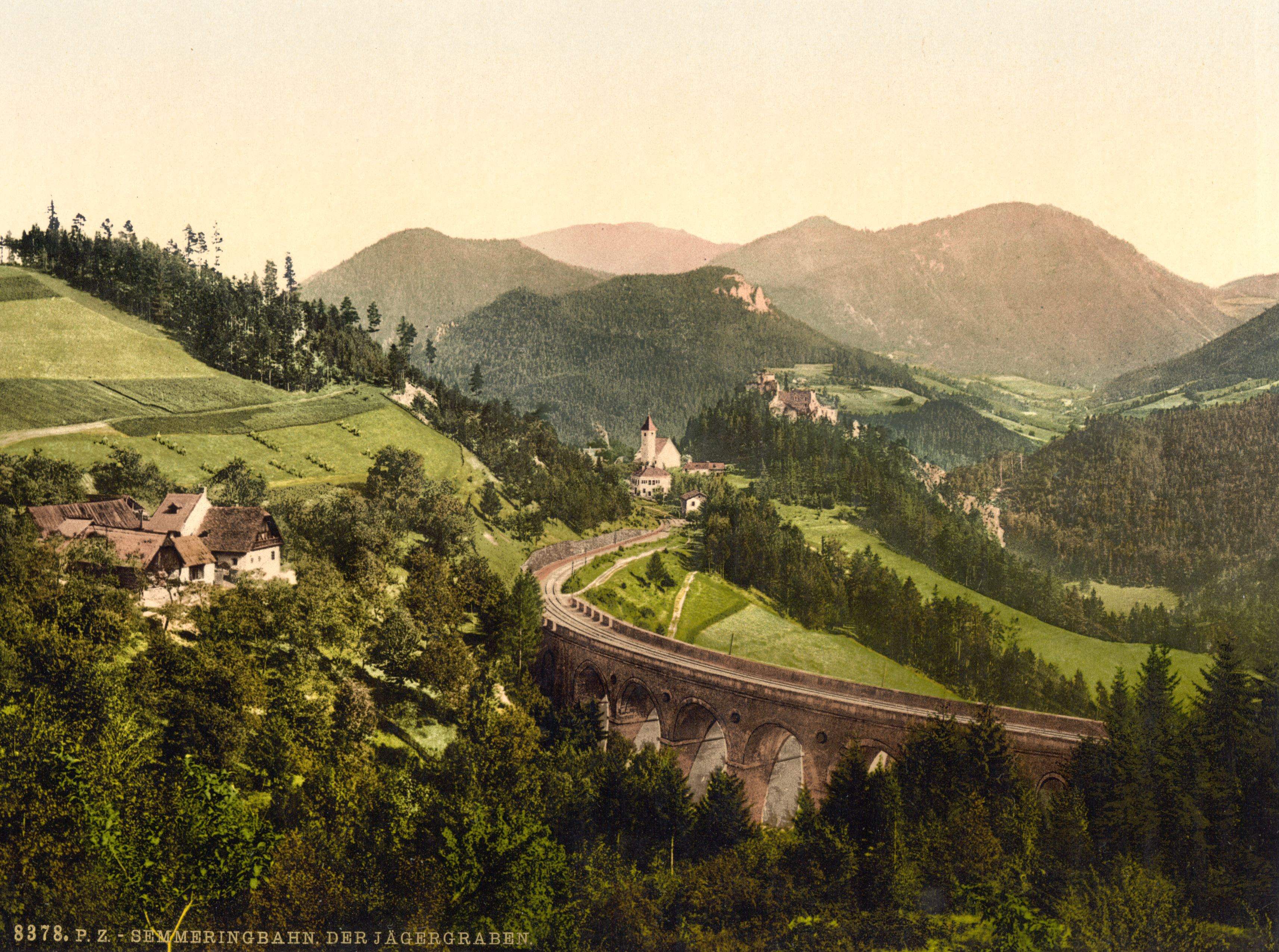
Земмерингская дорога в конце XIX века
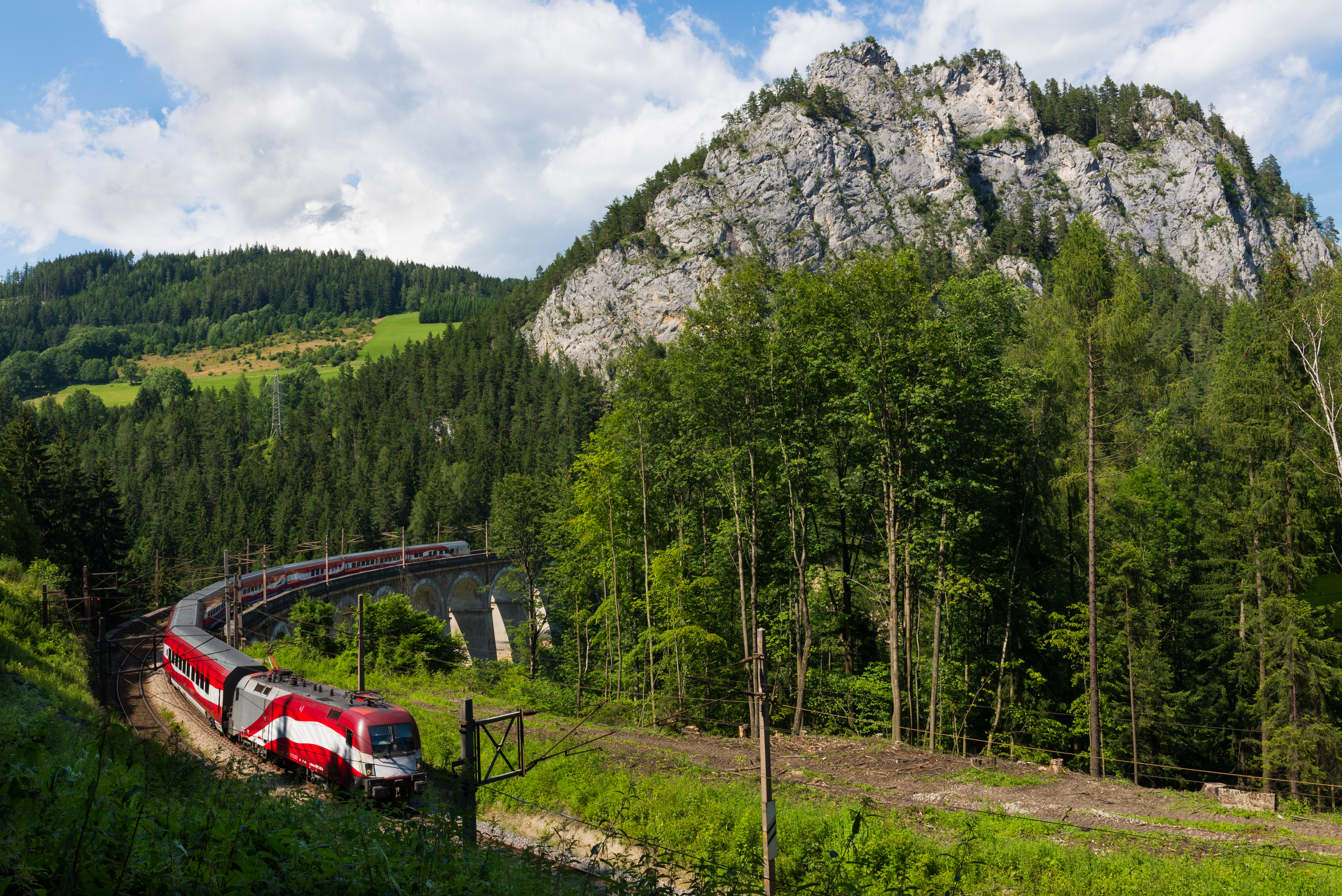
Современный вид дороги

## Земмерингский тоннель
25 апреля 2012 года начаты работы по  сооружению Земмерингского тоннеля длиной 27,3 км. Этот тоннель будет обходным для 41-километрового участка Земмерингской железной дороги. Тоннель будет открыт в 2024 году, предполагаемая общая стоимость проекта составит 3,1 млрд евро.